# Peter Hacker
Peter Michael Stephan Hacker (15 julho 1939) é um filósofo britânico. Seu foco é na filosofia da mente e filosofia da linguagem. Ele é conhecido por sua detalhada exegese do trabalho de Ludwig Wittgenstein e sua crítica conceitual da neurociência cognitiva. Para Hacker a filosofia não é uma contribuição para o conhecimento humano, mas para o entendimento humano". Isso o levou a discordar diretamente dos "neuro-filósofos": neurocientistas ou filósofos como Antonio Damasio e Daniel Dennett, que pensam que a neurociência pode lançar luz sobre questões filosóficas como a natureza da consciência ou o problema mente-corpo.
Hacker sustenta que todos os problemas filosóficos, não são problemas reais, mas sim miragens decorrentes da confusão conceitual. Segue-se que a investigação científica (aprender mais fatos sobre os seres humanos ou o mundo) não ajuda a resolvê-los. Seu livro de 2003, Philosophical Foundations of Neuroscience, escrito em co-autoria com o neurocientista Max Bennett, contém uma exposição dessas visões e críticas às ideias de muitos neurocientistas e filósofos contemporâneos.

## Artigos
1. Analytic Philosophy: Beyond the linguistic turn and back again, in M. Beaney ed. The Analytic Turn: Analysis in Early Analytic Philosophy and Phenomenology (Routledge, London, 2006)
2. Passing by the Naturalistic Turn: on Quine's cul-de-sac, Philosophy 2006
3. Scott Soames's Philosophical Analysis in the Twentieth Century, critical notice, Philosophical Quarterly 2006
4. Of knowledge and of knowing that someone is in pain, in A. Pichler and S. Säätelä eds., Wittgenstein: The Philosopher and his Works ((The Wittgenstein Archives at the University of Bergen, Bergen, 2005)), pp. 203–235.
5. Substance: Things and Stuffs, Proceedings of the Aristotelian Society, 2004, pp. 41–63.
6. Of the ontology of belief, in Mark Siebel and Mark Textor ed. Semantik und Ontologie (Ontos Verlag, Frankfurt, 2004), pp. 185–222.
7. The conceptual framework for the investigation of the emotions, International Review of Psychiatry, Vol.16, No. 3 (August 2004), pp. 199–208
8. Is there anything it is like to be a bat?, Philosophy 77, 2002, pp. 157–74.
9. Wittgenstein and the Autonomy of Humanistic Understanding, in R. Allen and M.  Turvey eds., Wittgenstein: Theory and the Arts (Routledge. London, 2001), pp. 39–74.
10. An Orrery of Intentionality, in Language and Communication, 21(2001), pp. 119–141.
11. When the Whistling had to Stop, in D.O.M. Charles and T.W. Child eds. Wittgensteinian Themes: Essays in Honour of David Pears (Clarendon Press, Oxford, 2001).
12. Was he Trying to Whistle it? in A. Crary and R. Read eds. The New Wittgenstein (Routledge, London, 2000), pp. 353–88.
13. Wittgenstein, Carnap and the New American Wittgensteinians, Philosophical Quarterly 53 (2003), pp. 1 –23.

## Ligações Externas
- Página oficial.
- http://www.thetimes.co.uk/tto/arts/books/article3941128.ece